# Юрковка (Киевская область)
Юрко́вка (укр. Юрківка) — село, входит в Ставищенский район Киевской области Украины.
Население по переписи 2001 года составляло 512 человек. Почтовый индекс — 09424. Телефонный код — 4564. Занимает площадь 1,708 км². Код КОАТУУ — 3224287601.

## Местный совет
Административный центр Юрковского сельского совета.
Адрес местного совета: 09424, Киевская обл., Ставищенский р-н, с. Юрковка, ул. Жовтневая, д. 36-а.

## Известные люди
В селе родилась Джунковская, Галина Ивановна — Герой Советского Союза.
В селе родился Шаповалов, Виталий Владимирович — советский и российский актёр. Народный артист РСФСР (1990).